# Toyota Land Cruiser Prado
Toyota Land Cruiser Prado — рамный среднеразмерный внедорожник японского концерна Toyota. Первое поколение появилось в 1990 году. Prado существует в трёх- и пятидверном исполнениях, начиная со второго поколения внедорожник строился на одной платформе с моделью Toyota Hilux Surf (или Toyota 4Runner). Начиная с третьего поколения, Land Cruiser Prado с внешними изменениями и рядом доработок интерьера выпускается под маркой Lexus GX.
Осенью 2009 года на международном автосалоне во Франкфурте было представлено четвёртое поколение модели — Land Cruiser Prado 150. Как и предшественники, автомобиль 2010 модельного года в Европу поставляется как Land Cruiser (при этом с флагманским внедорожником машины хоть и родственны по платформе и имеют много унифицированных деталей, а также общую литеру обозначения модели — «J», но имеют различные кузова и комплектуются разными двигателями). Слово «Prado» ассоциируется с музеем Прадо и одеждой Prada, испанское по происхождению, и его можно перевести как «поляна, луг, предгорное ранчо» или «место проведения праздников».

## Первое поколение
Land Cruiser 70 series, также Toyota производила легкие версии (light duty), которые имели общие обозначение с 70-й серией с 1985 по 1996 год. Продавался на некоторых рынках как Bundera или LandCruiser II , позже переименован в 70 Prado. Производство закончилось в 1996 году. Модификация ушла еще дальше от своих корней серии 70. Начиная с 1997 Prado был известен как 90-я серия, и стал малым грузоподъемным 4x4 авто, без всякой связи с 70-й серией. С 1994 года модель официально продавалась в России.

## Второе поколение
Семейство «90» появилось в 1996 году и было позиционировано как главный конкурент Mitsubishi Pajero. Считается, что Land Cruiser Prado являются прямыми продолжателями классических внедорожников, но из-за «городской» внешности и малых объёмов двигателей 5VZ-FE (бензиновый) и 1KZ-TE (турбодизель) спрос на внедорожник оказался меньше ожидаемого. Prado 90 series стал первым автомобилем семейства, оснащённым независимой передней подвеской, и первым, построенным на общей с моделью 4Runner серии N185 платформе.
В июне 1999 года внедорожник претерпел рестайлинг, за счёт установки ряда систем улучшилась безопасность автомобиля, а в июле 2000 появился новый дизельный двигатель 1KD-FTV. Toyota Prado 90 series выпускались только до 2002 года в большинстве стран, но в Венесуэле эту модель производили до 2009 года под названием Meru. Как правило это были комплектации без расширителей арок и с моторами 5VZ-FE.

## Третье поколение
Toyota Land Cruiser Prado 120 series построен по тому же принципу, что и предыдущее поколение, 90 series, то есть, создан на платформе Toyota 4Runner. В зависимости от количества дверей, колёсная база внедорожника 2002 модельного года равна 2455 или 2790 мм. Пятидверные Prado 120 series выпускались и в исполнении с тремя рядами сидений. В 2007 году Toyota обновила Land Cruiser Prado: изменился багажник, теперь колесо рапологается не сзади, а "снизу-сзади". Производство закончилось в 2009 году.
Автомобиль третьего поколения оснащался четырьмя бензиновыми двигателями, атмосферным дизелем и двумя типами турбодизелей.
- 2TR-FE — Рядный 4-цилиндровый бензиновый, 2,7 литра, VVT-i, 163 л. с. — не поставлялся на европейский рынок;
- 3RZ-FE — Рядный 4-цилиндровый бензиновый, 2,7 литра, 150 л. с. — не поставлялся на европейский рынок;
- 5VZ-FE — V-образный 6-цилиндровый бензиновый, 3,4 литра, 184 л. с. — только с правым расположением рулевого управления для Японии;
- 1GR-FE — V-образный 6-цилиндровый бензиновый, 4 литра, VVT-i, 249 л. с.
- 1KD-FTV — Рядный 4-цилиндровый 16 клапанный дизельный с турбонаддувом и системой Common Rail, 3 литра, до августа 2004 года — 163 л. с., с августа 2004 года: 166 л. с. — для японского рынка и 173 л. с. для европейского рынка.
- 1KZ-TE — Рядный 4-цилиндровый 8 клапанный дизельный с турбонаддувом и механическим ТНВД, 3 литра — для Австралии, Ближнего Востока, Южной Америки.
- 5L-E — Рядный 4-цилиндровый дизельный, 3 литра, 95 л. с. — только для ближневосточного рынка.

Toyota Land Cruiser Prado 120 комплектовался как 5-ступенчатыми механическими, так и автоматическими 4х и 5ти ступенчатыми коробками передач. Система полного привода выполнена как по схеме постоянного полного привода (для Японии, Европы, России, Австралии) так и по схеме подключаемого полного привода (только модели с МКПП с двигателями 3RZ и 5L для Ближнего востока). Версия с постоянным полным приводом имеет центральный дифференциал типа Torsen, который распределяет мощность между передними и задними осями в соотношении 40 % на 60 %. При необходимости, дифференциал Torsen можно заблокировать, для улучшения проходимости. Передняя подвеска внедорожника независимая, задняя — зависимая, пружинная, неразрезной мост. Prado 2002 модельного года с некоторыми изменениями выпускался и как Lexus GX.

## Четвёртое поколение
Автомобиль в кузове J150 был представлен осенью 2009 года на Франкфуртском автосалоне, вскоре после мирового дебюта началось производство нового Prado. Как и прежде, внедорожник на европейский рынок поставляется как Land Cruiser, модели 2010 года.
Land Cruiser Prado 150 построен на модернизированной платформе 120 series, и при одинаковой с предшественником колёсной базе (2790 мм) за счёт более громоздкого кузова новая модель отличается увеличенными внешними габаритами. Лонжеронную несущую раму усилили для увеличения жёсткости конструкции на изгиб. На российском рынке доступны три двигателя — турбодизель 1KD-FTV мощностью 173 л. с. (получивший систему Dual-VVT-i), бензиновый 1GR-FE, максимальная мощность которого возросла до 282 л. с., и бензиновый объёмом 2,7 л. Позже появился турбодизель 1GD-FTV объемом 2,8 литра и мощностью 177 л. с., при этом дизель 1KD-FTV с мощностью 190 л. с. поставлялся только на европейский рынок.
Как и на прежнем, 120-м, на Prado J150 имеет место постоянный полный привод в соотношении по осям 40х60, в некоторых модификациях внедорожника доступна система Multi-Terrain System, настраивающая работу подвески под определённые условия покрытия (предусмотрено 4 режима: камни, гравий, снег, вязкая грязь). Предусмотрены блокировки дифференциалов — центрального и задней оси. Коробки передач — 5-ступенчатая МКП, 4-ступенчатая АКП (только для двигателя 2,7 л) 5-ступенчатая АКПП с возможностью ручного переключения. С новыми двигателями стала применяться 6-ступенчатая АКПП.
Prado 2010 модельного года на большинстве рынков доступен только в пятидверном исполнении, существуют 7-местные салоны с электроприводом складывания кресел третьего ряда, однако они доступны только в максимальной комплектации. В комплектацию Elegance входят такие элементы как датчики дождя и света, аудиосистема с 9 динамиками, системы доступа в автомобиль и запуска двигателя без ключа зажигания, датчики парковки и камера заднего обзора. С 2012 года автомобиль производился в России на заводе «Соллерс-Буссан» во Владивостоке. В 2013 году прошел рестайлинг. С 2014 года уже не выпускается во Владивостоке, но не исключается возможность возобновления производства.
В 2017 году Toyota Land Cruiser Prado изменился, первые продажи начались в сентябре.
В 2020 году компания решила модернизировать внедорожник. В линейке появился 2,8-литровый дизель, имеющий 204 л. с. и 500 Нм крутящего момента. Изменения коснулись и медиасистемы: тачскрин стал более отзывчивым, появился новый интерфейс и поддержка Apple CarPlay и Android Auto. Также была модернизирована система автоматического торможения, теперь она способна распознавать пешеходов в тёмное время суток. Помимо этого у внедорожника немного изменён внешний вид. 

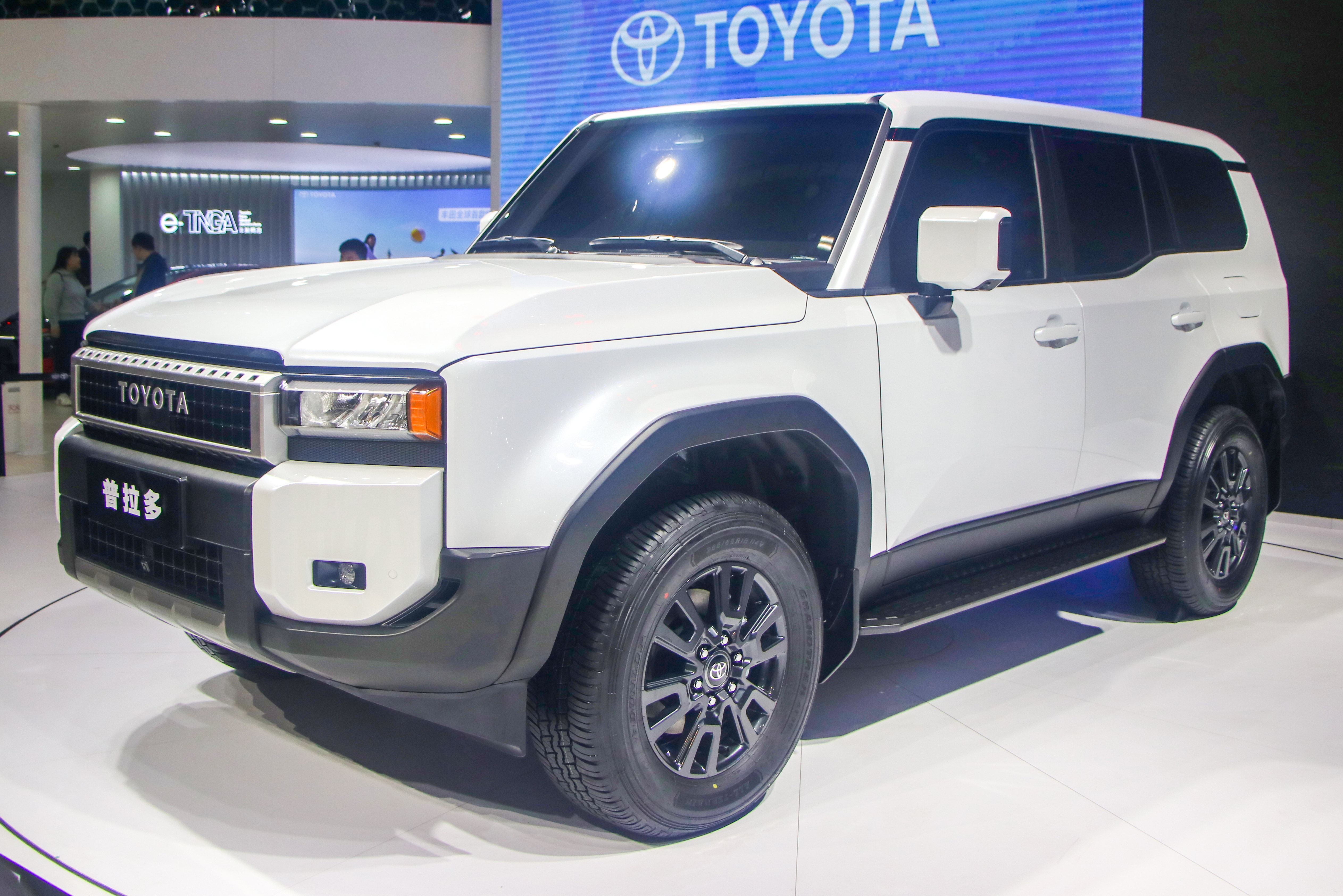
J250

## Пятое поколение
2 августа 2023 года в США был представлен новый Land Cruiser пятого поколения по заводским индексом J250.
Автомобиль стал больше предыдущего поколения по всем параметрам, длине, высоте, ширине и по длине базы, продаётся под названием Prado только тех странах, где присутствует Toyota Land Cruiser 300

## Унификация с другими автомобилями Toyota
Как самостоятельная модель Land Cruiser Prado оформился только в третьем поколении, а поэтому имеет значительное количество унифицированных узлов и деталей со смежными в модельном ряду машинами: Hilux (и его разновидностями) в эконом-сегменте и Land Cruiser в премиум-сегменте. Начиная с третьего поколения происходила и обратная унификация: узлы, разработанные для Prado, устанавливаются и на смежные модели.
- Двигатели. Prado получил практически всю линейку двигателей, применявшихся на Hilux — это бензиновые, объемом 2,7 литра 3RZ, 2TR и дизельные объемом 3 литра: 5L-E (атмосферный), 1KZ-TE (турбированный с механическим ТНВД) и 1KD-FTV (турбированный Common Rail). Позже, когда на Prado появился 4-литровый 1GR-FE, он начал устанавливаться и на Hilux.
- Трансмиссии. Все три автомобиля комплектуются одинаковым набором коробок передач и раздаточных коробок. Это механические пятиступенчатые коробки с раздаточными коробками типа Part-Time, механические шестиступенчатые с раздаточными коробками типа Full-Time, автоматические четырехступенчатые (A343F, A340F), пятиступенчатые (A750F), шестиступенчатые (A761F, A960F).
- Тормозная система. Тормозные системы Prado с двигателями 3RZ, 2TR, 5L-E унифицированы с Hilux (вакуумный усилитель тормозов, отдельный блок ABS). Тормозные системы Prado с двигателями 1KZ-TE, 1KD-FTV, 1GR-FE унифицированы с Land Cruiser (электрогидравлический усилитель тормозов в едином блоке с главным тормозным цилиндром и блоком ABS/TRC/VSC).
- Подвеска. Автомобили имеют много унифицированных узлов подвески колес. В Prado максимальной комплектации (начиная с третьего поколения) используются пневматическая подвеска Lexus GX, а начиная с четвертого поколения — система KDSS так же от Lexus GX и Toyota 4Runner.
- Электрооборудование. Все три автомобиля имеют унифицированное электрооборудование. У них одинаковые наборы генераторов, стартеров, одинаковые типы подрулевых переключателей. Автомобили имеют унифицированные блоки управления двигателями, АКПП, полноприводной трансмиссией, системой пассивной безопасности. Land Cruiser Prado в максимальных комплектациях получил от Land Cruiser мультимедийную и навигационную системы, систему электронного управления подвеской, систему электропривода сидений, люка, охранную систему, систему бесключевого доступа.

## Галерея

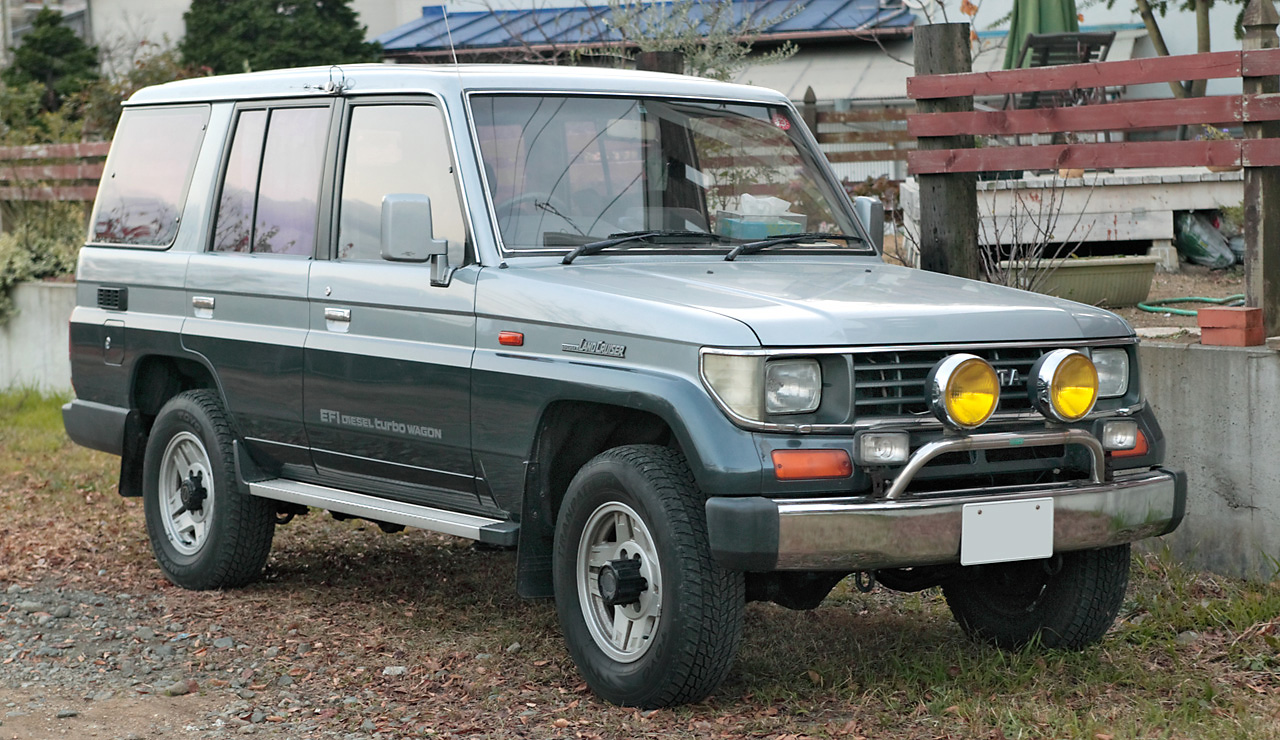
Toyota Land Cruiser Prado 70
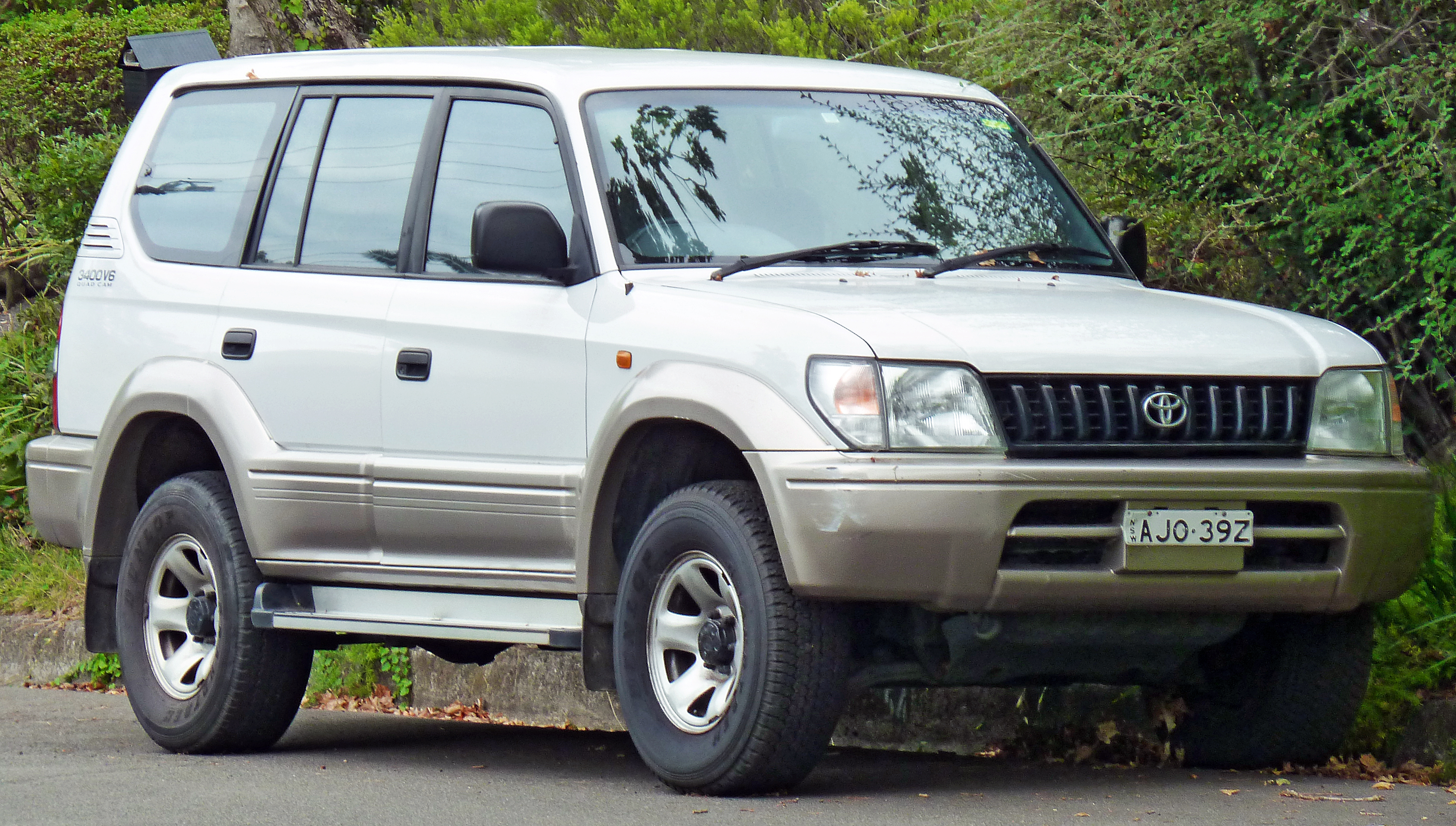
Toyota Land Cruiser Prado 90
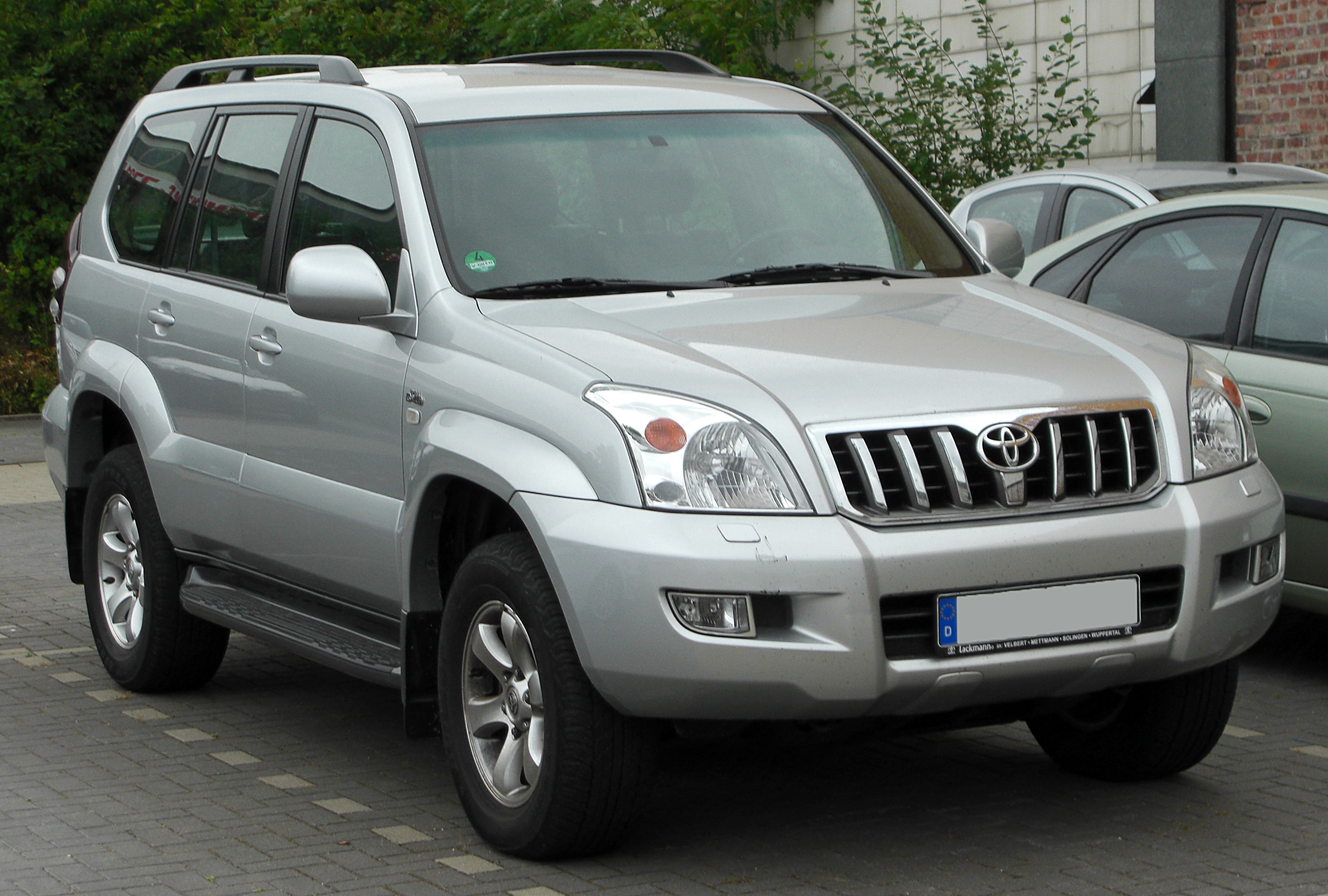
Toyota Land Cruiser Prado 120
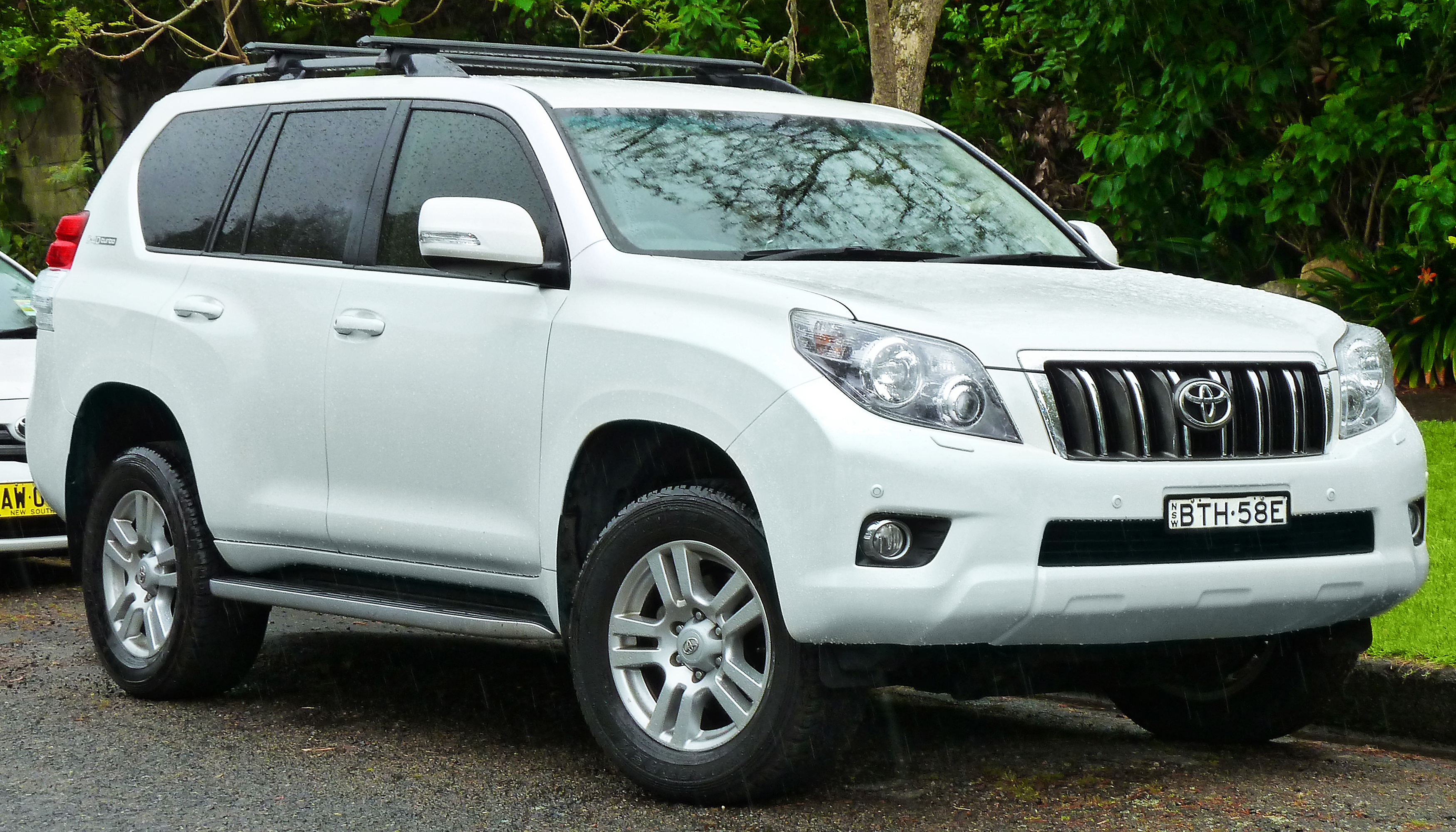
Toyota Land Cruiser Prado 150 (2009-2013)
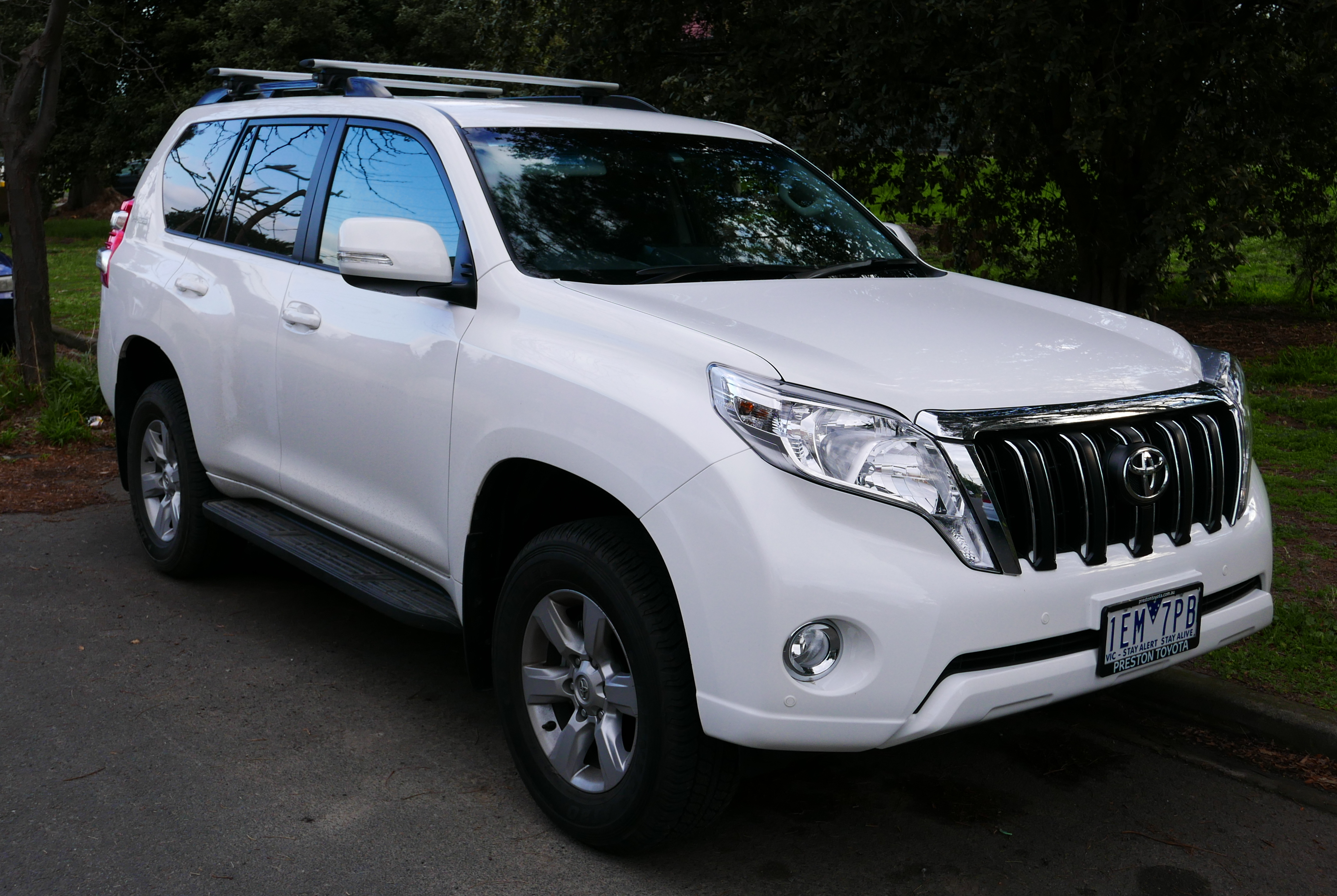
Toyota Land Cruiser Prado 150 (2013-2017)
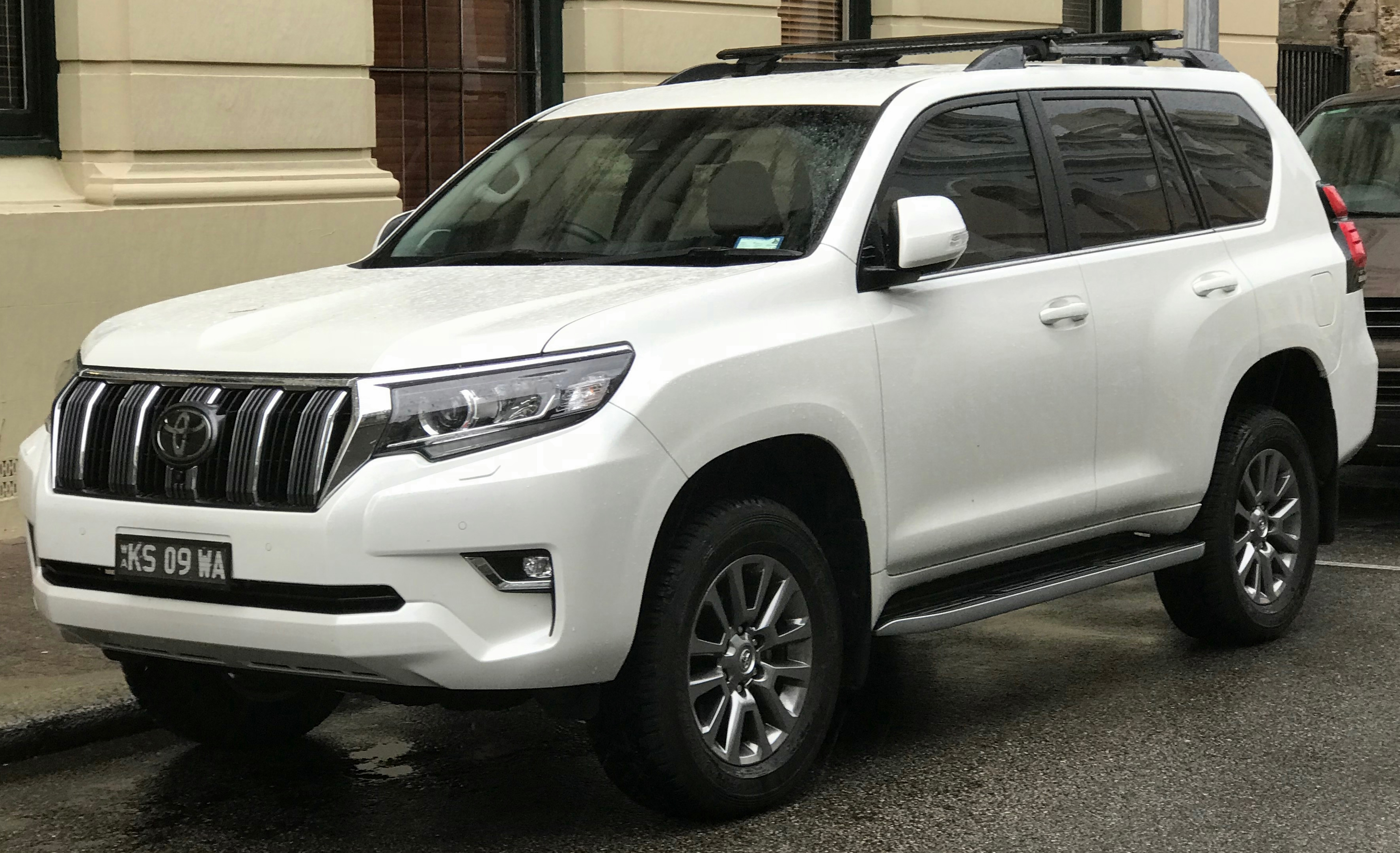
Toyota Land Cruiser Prado 150 (с 2017)
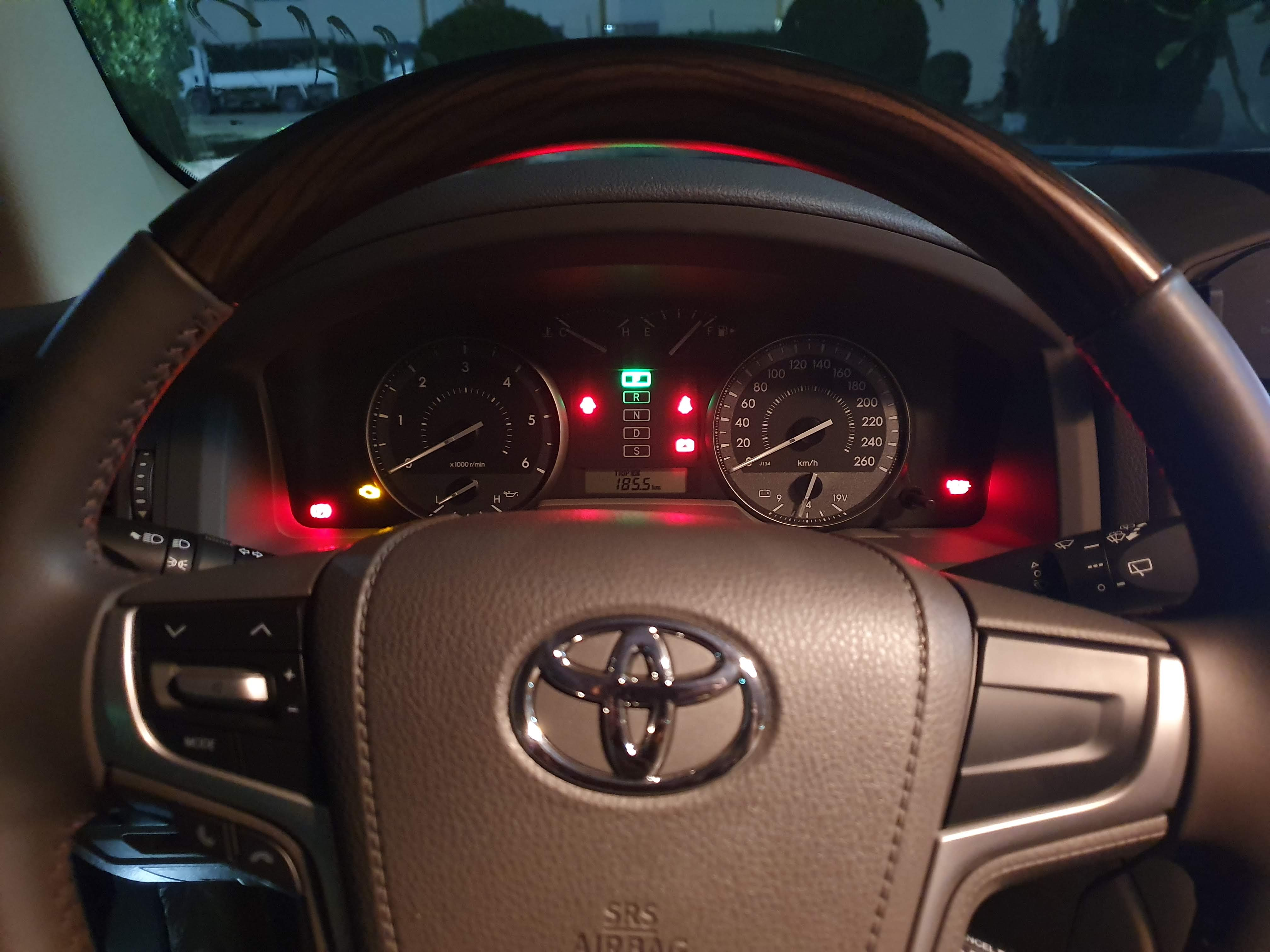
Приборная панель Land Cruiser Prado 2020 года